# Frans Schoofs

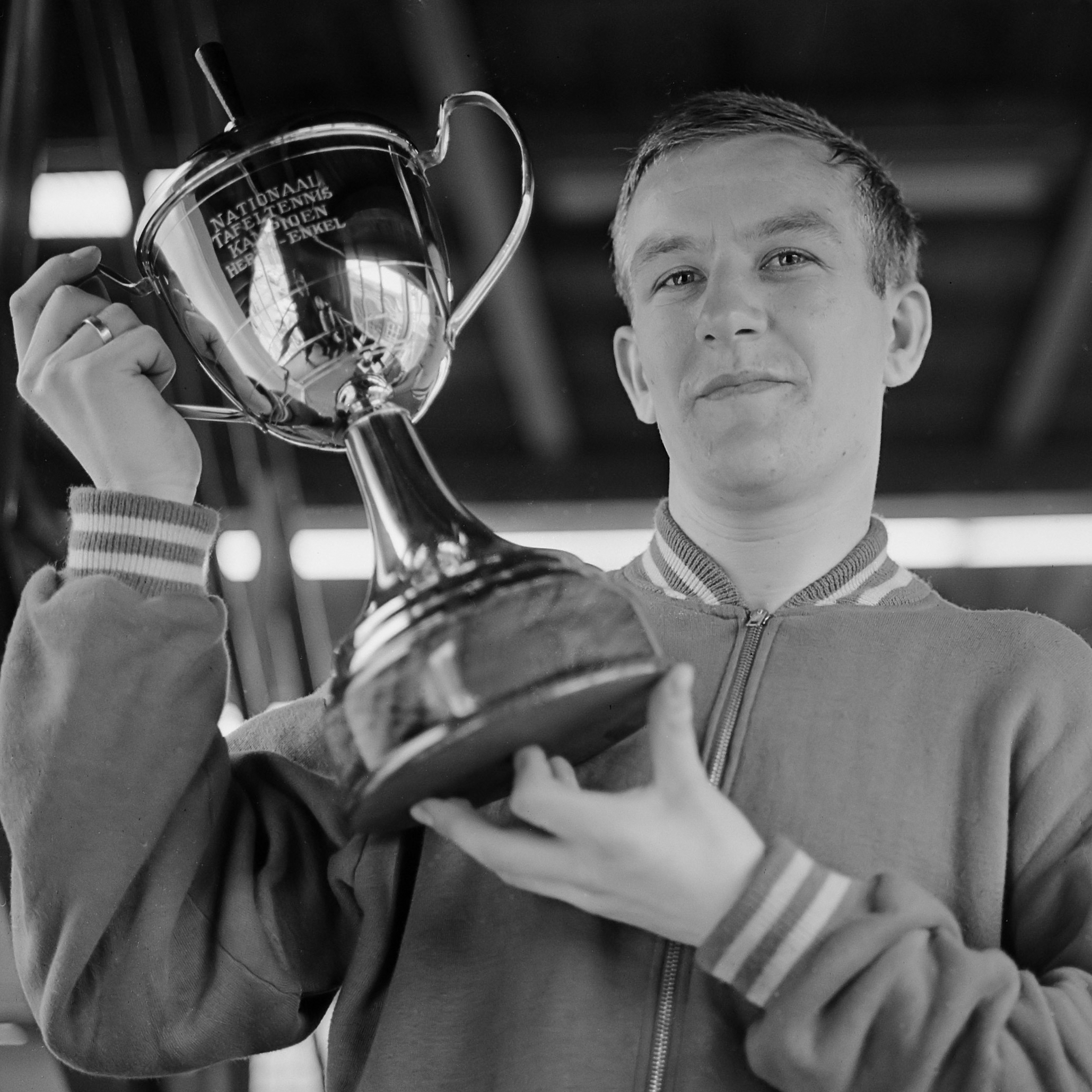
Frans Schoofs 1964

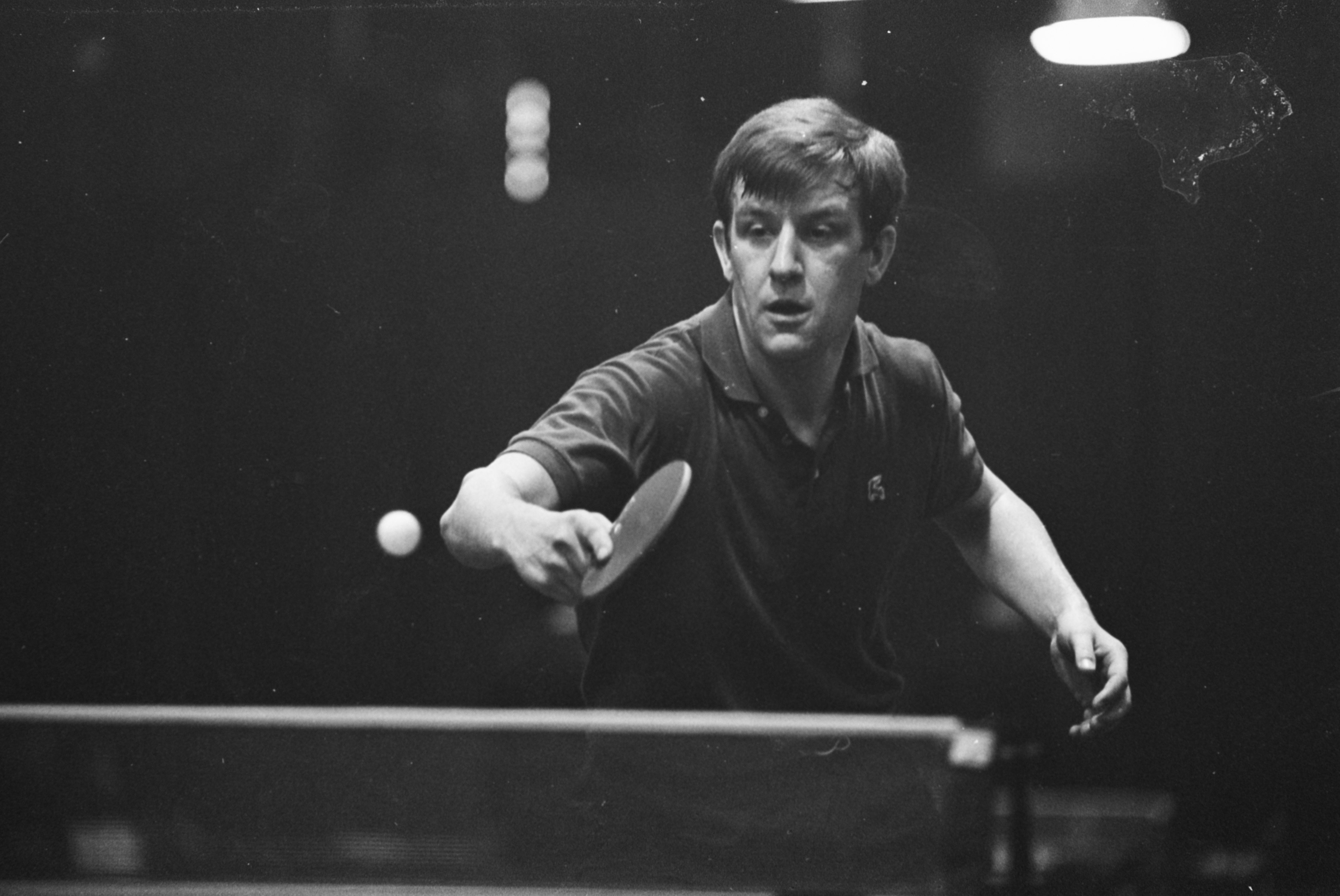
Frans Schoofs 1968

Frans Schoofs (* 22. März 1939 in Amsterdam; † 16. April 2004 in Amstelveen) war ein niederländischer Tischtennisspieler und -trainer. Er wurde 1958 und 1964 niederländischer Meister im Einzel und spielte 158 Mal für die niederländische Nationalmannschaft. Schoofs wurde 1970 Ehrenmitglied des niederländischen Tischtennisverbandes NTTB.

## Werdegang
Schoofs gewann nicht nur nationale Titel im Einzel. Er wurde auch niederländischer Meister im Doppel 1959, 1960, 1962, 1963 (alle mit Bert Onnes) und 1967 (mit Ed Berg). Im Mixed siegte er 1963 (mit Ursula Artz) und 1971 (mit Ellen Klatt), beide zweimaliger Gewinner der nationalen Meisterschaft im Einzel. Schoofs spielte bei den Vereinen Nedlloyd, TTV Tempo-Team, Maccabi und Delta Lloyd (alle Amsterdam).
Von 1957 bis 1971 wurde Frans Schoofs für sieben Weltmeisterschaften nominiert, wo er jedoch niemals in die Nähe von Medaillenrängen gelangte.
1973 beendete Frans Schoofs seine Karriere als Leistungssportler.
Nach seiner aktiven Laufbahn war Schoofs einige Jahre lang Trainer des niederländischen Frauen-Nationalteams. Hier gab er bei der Europameisterschaft 1976 sein Debüt.

## Privat
Schoofs führte ein Sportgeschäft in Amsterdam. Er war verheiratet und hatte zwei Kinder. Sein jüngerer Bruder Bert war ebenfalls Nationalspieler.

## Turnierergebnisse
| Verband | Veranstaltung       | Jahr | Ort       | Land | Einzel     | Doppel     | Mixed        | Team |
| ------- | ------------------- | ---- | --------- | ---- | ---------- | ---------- | ------------ | ---- |
| NED     | Europameisterschaft | 1960 | Zagreb    | YUG  | letzte 16  |            |              |      |
| NED     | Weltmeisterschaft   | 1971 | Nagoya    | JPN  | letzte 64  | letzte 128 | keine Teiln. | 19   |
| NED     | Weltmeisterschaft   | 1969 | München   | FRG  | letzte 32  | Qual       | Qual         | 20   |
| NED     | Weltmeisterschaft   | 1967 | Stockholm | SWE  | letzte 64  | letzte 64  | keine Teiln. | 20   |
| NED     | Weltmeisterschaft   | 1965 | Ljubljana | YUG  | letzte 128 | letzte 32  | Qual         | 20   |
| NED     | Weltmeisterschaft   | 1963 | Prag      | TCH  | letzte 128 | letzte 64  | keine Teiln. | 21   |
| NED     | Weltmeisterschaft   | 1959 | Dortmund  | FRG  | letzte 256 | letzte 128 | letzte 64    | 17   |
| NED     | Weltmeisterschaft   | 1957 | Stockholm | SWE  | letzte 64  | letzte 128 | letzte 64    | 17   |